# Патентный тролль
Патентный тролль (англ. patent troll) — физическое или юридическое лицо, специализирующееся на предъявлении патентных исков.
Патентные тролли предпочитают называть себя патентными холдингами или патентными дилерами (англ. patent dealer).
Применяются также другие названия: непрактикующее лицо (англ. non-practicing entity, NPE),
непроизводящий патентовладелец (англ. non-manufacturing patentee или англ. non-manufacturing entity),
торговец патентами (англ. patent marketer), которые в основном применяются к владельцам патентов, не ведущим самостоятельной производственной деятельности.
Механизм работы патентных троллей необычен. Дело в том, что патентные тяжбы в США стоят очень дорого, и даже если жертва выиграет, для неё дешевле будет отдать деньги троллю, чем участвовать в суде. Например, Лаборатория Касперского дала отпор троллю, однако на суды пришлось потратить 2,5 млн долларов.
Против развязавших патентную войну конкурентов часто помогают встречные патентные иски (в первую очередь для этого у крупных фирм и есть огромные патентные портфели и патентные пулы), но тролль к таким искам неуязвим, так как ничего не производит.

## Этимология
Термин «патентный тролль» начали использовать с 1993 года для описания компаний, агрессивно проводящих патентное преследование.
Впервые патентный тролль был изображён в «Патентном видео», представленном в 1994 году и распространённом среди корпораций, университетов и государственных учреждений. В нём ничего не подозревающие лица становятся жертвами патентного тролля, который позиционирует себя как лицо, получающее ренту с лицензионных отчислений.
Эта метафора была популяризирована Питером Деткиным (англ. Peter Detkin), работавшим в Intel.
Он описал этим термином действия компании TechSearch и её адвоката Раймонда Ниро (англ. Raymond Niro) по преследованию Intel.
Ранее Деткин использовал термин патентный вымогатель (англ. patent extortionist).

## Прецеденты
- В 1895 году Джордж Селден получил патент  США на автомобиль. При этом патентом защищалась не какая-то отдельная часть машины, а система узлов и агрегатов в целом. Затем Селден стал привлекать к ответственности всех, кто брался производить автомобили в США, при этом лишь после начала судебных споров Селден создал компанию «Selden Motor Vehicle Company», которая выпустила всего один автомобиль. Те, кто платил роялти Селдену, объединились в Ассоциацию производителей лицензионных автомобилей (ALAM)[11].
- В октябре 1999 года в России был опубликован патент за номером 2 139 818 на изобретение «Сосуда стеклянного», описание которого полностью соответствует обыкновенной стеклянной бутылке. Патентообладатель, ООО «Технополис», пытался потребовать от компаний, производящих пиво и безалкогольные напитки, лицензионных отчислений в размере не менее 0,5 % от выручки. В настоящее время патент аннулирован по решению Палаты по патентным спорам[1].

В настоящее время большинство исков предьявлятся в ИТ-сфере:
- В 2006 году Blackberry была вынуждена выплатить компании NTP Inc.[англ.] 612,5 млн долларов США под угрозой запрета распространения их товаров в США[1].
- 22 января 2008 года американская компания Minerva Industries запатентовала устройство, по описанию напоминающее смартфон, и тут же подала иски против крупных производителей мобильных телефонов: Apple, Nokia, RIM, Sprint, AT&T, HP, Motorola, Helio[англ.], HTC, Sony Ericsson, UTStarcom[англ.], Samsung и некоторых других[13][14]. Что примечательно, первый раз иски были отправлены ещё до получения патента.
- В декабре 2008 года компания Saxon Innovations LLC подала иски против компаний Nokia, Palm и Research In Motion. Компания утверждает, что ей принадлежат патенты на используемые этими компаниями технологии: активация клавиатуры мобильного телефона по таймеру, одна из масок прерывания мобильного процессора устройств и методология поддержки коммуникаций между различными процессорами в многопроцессорных архитектурах[15].
- В январе 2009 года компания Information Protection and Authentication of Texas (IPAT) подала иски против Microsoft, Лаборатории Касперского, Symantec, Novell, McAfee, AVG, ESET, F-Secure, PC Tools, Sophos, Trend Micro, Comodo и других производителей антивирусов, ссылаясь на патенты 5 311 591[16] и 5 412 717[17] полученные в середине 1990-х изобретателем Эдиссоном Фишером, и затем купленные у него[18][19]. Тогда же компания Information Protection and Authentication of Texas обнаружила также, что запатентовала методику ограничения запуска компьютерных программ или выполняемых ими операций (по тем же патентам 5 311 591[16] и 5 412 717[17]) и подала иски против компаний Apple, Acer, Alienware, American Future Technology, Asus, Dell, Fujitsu, Gateway, Hewlett-Packard, Lenovo, Motion Computing[англ.] и Panasonic, которые, по утверждению истца, используют эту технологию[20][21]. 18 июня 2012 года суд восточного округа Техаса вынес решение о закрытии дела в отношении Лаборатории Касперского с оправдательным вердиктом. Остальные ответчики предпочли заключить мировое соглашение и подписались на патентный портфель[6].
- В марте 2013 россиянин потребовал с Samsung 10,9 млн долл. за мобильные телефоны с двумя SIM-картами[22](оригинальный патент на 2-симочные коннекторы зарегистрирован 10 мая 2002 тайваньской Quanta Computer Inc.).
- В октябре 2013 года один из крупнейших патентных троллей Rockstar, созданный Apple, Microsoft и др., начал судебные разбирательства против восьми компаний[23], в том числе Google, Huawei, Samsung[24] и других производителей телефонов на Android, включая Asustek, HTC, LG Electronics, Pantech и ZTE[25][26].
- 2022: иски VideoLabs к Acer, Asus, MSI и Lenovo по поводу графических ускорителей с функциями обработки видеосигнала[27]; VLSI Technology[англ.] против Intel (не в первый раз)[12]

## Крупнейшие патентные тролли
По данным Business Insider (2012), крупнейшими по количеству патентов троллями являются:
Intellectual Ventures (более 10 тысяч),
Round Rock Research LLC (3,5 тыс.),
Rockstar Consortium LLC (3,5 тыс.),
InterDigital (3 тыс.),
WARF (2,5 тыс.),
Rambus (1,6 тыс.),
Tessera Technologies Inc. (Xperi, 1,4 тыс.),
Acacia Technologies (1,3 тыс.).